# Quinnipiac Bobcats

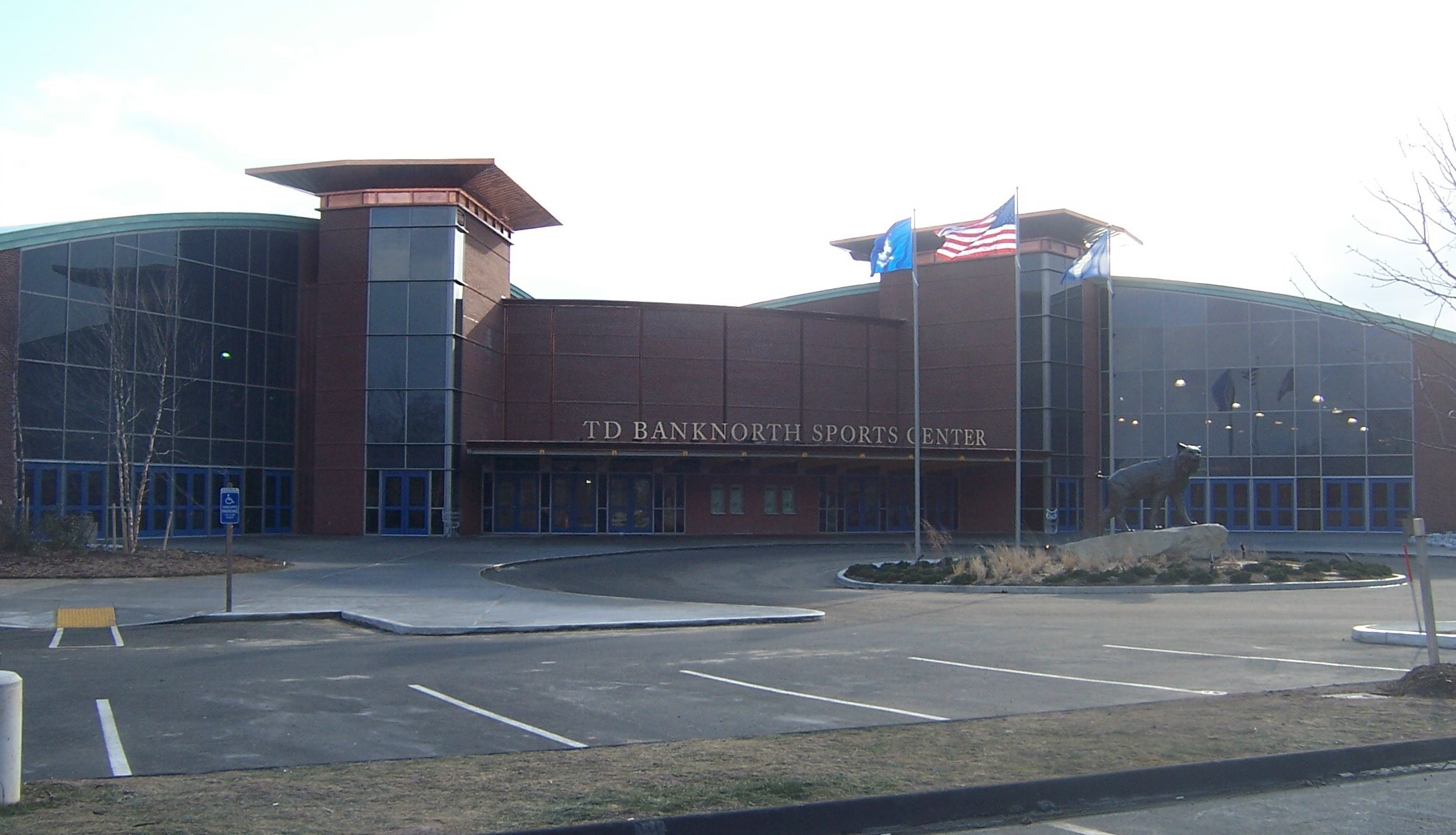
TD Bank Sports Center

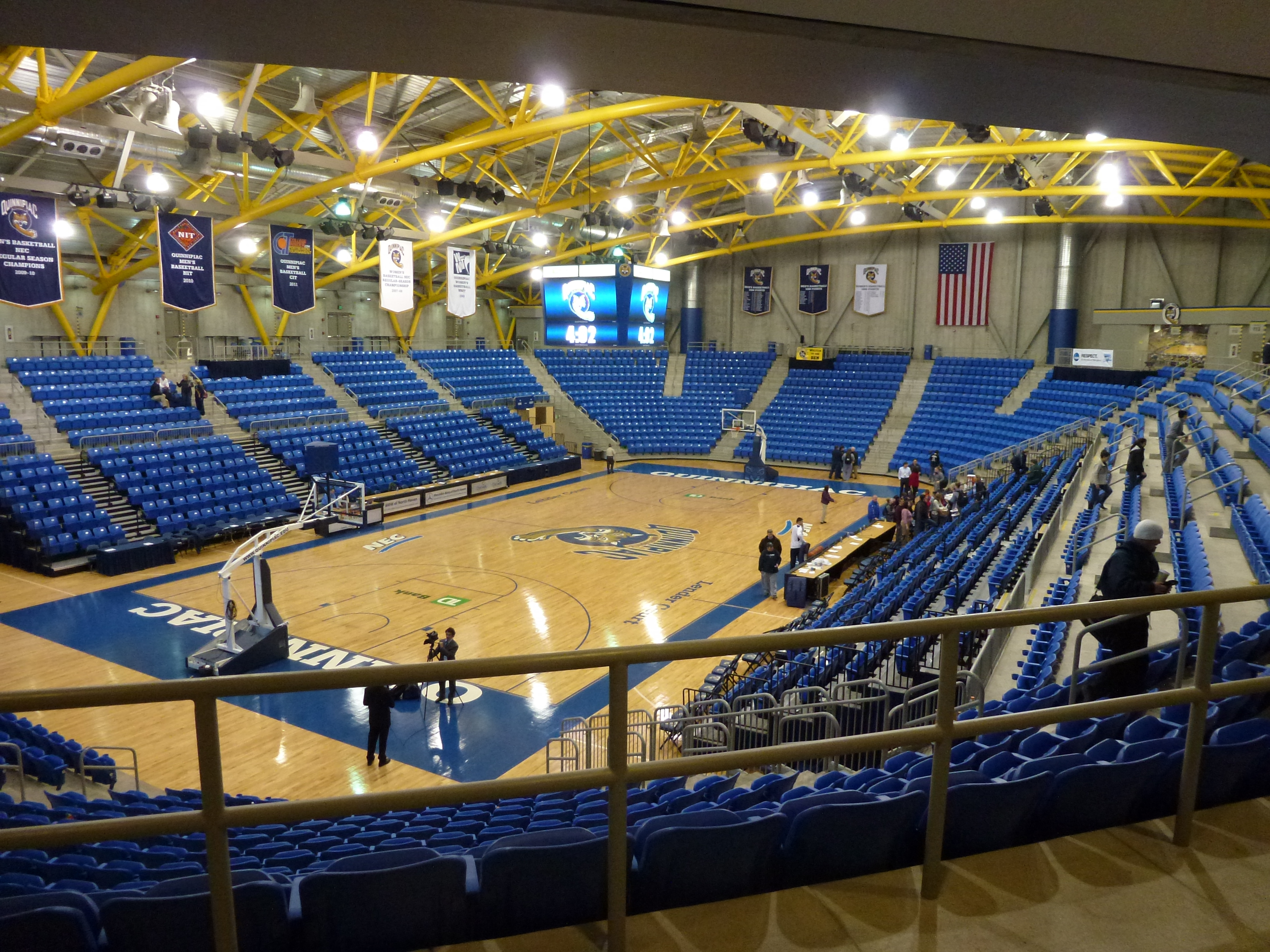
Interior del TD Bank Sports Center

Quinnipiac Bobcats (español: los Gatos Monteses de Quinnipiac) es el nombre de los equipos deportivos de la Universidad Quinnipiac, situada en Hamden, Connecticut. Los equipos de los Bobcats participan en las competiciones universitarias organizadas por la NCAA, y forman parte, desde 2013, de la Metro Atlantic Athletic Conference, tras haber pertenecido anteriormente, entre 1998 y 2013, a la Northeast Conference.

## Programa deportivo
Los Bobcats compiten en 9 deportes masculinos y en 11 femeninos:
| - Masculino - Béisbol - Baloncesto - Fútbol - Hockey sobre hielo - Lacrosse - Atletismo - Cross - Rugby - Tenis | - Femenino - Baloncesto - Cross - Voleibol - Atletismo - Fútbol - Tenis - Softball - Bowling - Hockey sobre hierba - Hockey sobre hielo - Lacrosse |

## Instalaciones deportivas
- TD Bank Sports Center es el pabellón donde disputan sus partidos los equipos de baloncesto y hockey sobre hielo. Tiene una capacidad para 3.570 espectadores, y fue inaugurado en 2007.[2]
- Quinnipiac Baseball Field, es el estadio donde disputa sus encuentros el equipo de béisbol. Fue inaugurado en 1967.[3]